# Neoplocaederus bicolor
Neoplocaederus bicolor es una especie de escarabajo longicornio del género Neoplocaederus, tribu Cerambycini, subfamilia Cerambycinae. Fue descrita científicamente por Gressitt en 1942.

## Descripción
Mide 33 milímetros de longitud.

## Distribución
Se distribuye por China.